# Further Complications
Further Complications è il secondo album in studio da solista del cantante britannico Jarvis Cocker, noto come componente dei Pulp. Il disco è stato pubblicato nel 2009.

## Tracce
Testi e musiche di Jarvis Cocker, eccetto dove indicato.
1. "Further Complications." – 3:16
2. Angela – 2:56
3. Pilchard (Cocker, Steve Mackey, Tim McCall, Ross Orton) – 4:01
4. Leftovers (Cocker, Martin Craft, Mackey, McCall, Orton, Simon Stafford) – 6:06
5. I Never Said I Was Deep – 4:43
6. Homewrecker! (Cocker, Orton) – 3:18
7. Hold Still – 3:36
8. Fuckingsong – 3:00
9. Caucasian Blues – 3:08
10. Slush – 6:28
11. You're in My Eyes (Discosong) – 8:45